# N52 (België)
De N52 is een expresweg in België tussen Gaurain-Ramecroix (N7) en Bruyelle (N507). De weg is ongeveer 7 kilometer lang. Vlak bij Bruyelle kruist de weg de rivier de Schelde.
Vrijwel de gehele weg bestaat uit 2x2 rijstroken. Alleen tussen Antoing (N503) bestaat de weg uit 2 rijstroken voor beide richtingen samen.

## Plaatsen langs N52
- Gaurain-Ramecroix
- Antoing
- Bruyelle